# Geoff Dyer
Geoff Dyer (ur. 5 czerwca 1958 w Cheltenham) – brytyjski pisarz, nauczyciel akademicki.
Ukończył studia z zakresu literatury angielskiej na Uniwersytecie Oksfordzkim. Otrzymał nagrody literackie – Somerset Maugham Award (za książkę But Beautiful), dwukrotnie National Book Critics' Circle Fiction Award (za książki Out of Sheer Rage i Otherwise Known as the Human Condition), WH Smith People's Choice Award (za książkę Yoga For People Who Can’t Be Bothered To Do It), ICP Infinity Award for Writing on Photography (za książkę The Ongoing Moment), Bollinger Everyman Wodehouse Prize (za powieść Jeff w Wenecji, śmierć w Waranasi), E. M. Forster Award, Pisarz Roku magazynu GQ oraz Windham Campbell Prize.
Jest żonaty z kuratorką sztuki Rebeccą Wilson. Mieszka w Los Angeles. 

## Dzieła

### Powieści
- The Colour of Memory (1989)
- The Search (1993)
- Paris Trance (1998)
- Jeff in Venice, Death in Varanasi (2007; wydanie polskie 2012 Jeff w Wenecji, śmierć w Waranasi)

### Zbiory esejów
- Anglo-English Attitudes (1999)
- Working the Room (2010)

### Literatura faktu
- Ways of Telling (1987)
- But Beautiful (1991)
- The Missing of the Somme (1994)
- Out of Sheer Rage (1997)
- Yoga for People Who Can't Be Bothered To Do IT (2003)
- The Ongoing Moment (2005)
- Otherwise Known as the Human Condition (2011)
- Zona (2012)
- Another Great Day at Sea (2014)
- White Sands (2016)
- Experiences From the Outside World (2016)